# César 2003
Die 28. Verleihung der Césars fand am 22. Februar 2003 im Théâtre du Châtelet in Paris statt. Ausgestrahlt wurde die Verleihung, die dem wenige Tage zuvor verstorbenen Daniel Toscan du Plantier gewidmet wurde, vom französischen Fernsehsender Canal+. Du Plantier hatte ab 1992 als Präsident der Académie des Arts et Techniques du Cinéma vorgestanden, die die Césars seit 1976 jedes Jahr vergibt. Aufgrund seines Tods wurde der jährlich wechselnde Vorsitz der Verleihung in diesem Jahr offiziell nicht besetzt. Als Gastgeberin führte die Schauspielerin Géraldine Pailhas durch den Abend.
François Ozons kammerspielartige und von Gesangseinlagen begleitete Krimikomödie 8 Frauen, für die der damals aufstrebende Filmemacher einige der bekanntesten französischen Leinwanddiven als Darstellerinnen gewinnen konnte, ging in diesem Jahr mit zwölf Nominierungen in elf verschiedenen Kategorien aussichtsreich ins Rennen um die Césars, stellte sich jedoch als großer Verlierer des Abends heraus. 8 Frauen hatte dabei vor allem gegen Roman Polańskis Oscar-prämiertes Holocaust-Drama Der Pianist das Nachsehen, das bei insgesamt zehn Nominierungen sieben Trophäen gewinnen konnte, unter anderem als bester Film und für die beste Regie. Auch der Hauptdarsteller des Films, der US-Schauspieler Adrien Brody, setzte sich gegen die Konkurrenz durch. Beste Hauptdarstellerin wurde Isabelle Carré vor Fanny Ardant, Isabelle Huppert, Ariane Ascaride und Juliette Binoche für ihre Leistung in dem Liebesdrama Claire – Se souvenir des belles choses, dem Regiedebüt der Schauspielerin Zabou Breitman, das bei insgesamt vier Nominierungen auch die Kategorien Bestes Erstlingswerk und Bester Nebendarsteller (Bernard Le Coq) für sich entschied. Als beste Nebendarstellerin gewann Karin Viard für ihre Darbietung in der namhaft besetzten Beziehungskomödie Küss mich, wenn du willst ihren zweiten César. Costa-Gavras’ siebenfach nominierter Film Der Stellvertreter, der wie Der Pianist den Holocaust thematisiert, wurde letztlich mit dem Preis für das beste Drehbuch ausgezeichnet. Cédric Klapischs Erfolgskomödie L’auberge espagnole über eine in Barcelona lebende Wohngemeinschaft von Erasmus-Studenten konnte sich bei sechs Nominierungen in der Kategorie Beste Nachwuchsdarstellerin mit der Belgierin Cécile de France behaupten.
Erstmals vergeben wurde in diesem Jahr der Preis in der Kategorie Bester europäischer Film, den sich Pedro Almodóvar mit seinem Filmdrama Sprich mit ihr sicherte. Einen Vorläufer dieser Kategorie hatte es einmalig bereits 1989 mit dem Preis für den besten Film der europäischen Gemeinschaft gegeben. Bester ausländischer Film wurde mit Michael Moores Bowling for Columbine erstmals ein Dokumentarfilm. Mit Ehrenpreisen wurden in diesem Jahr die Schauspielerin Bernadette Lafont, Spike Lee und Meryl Streep bedacht.

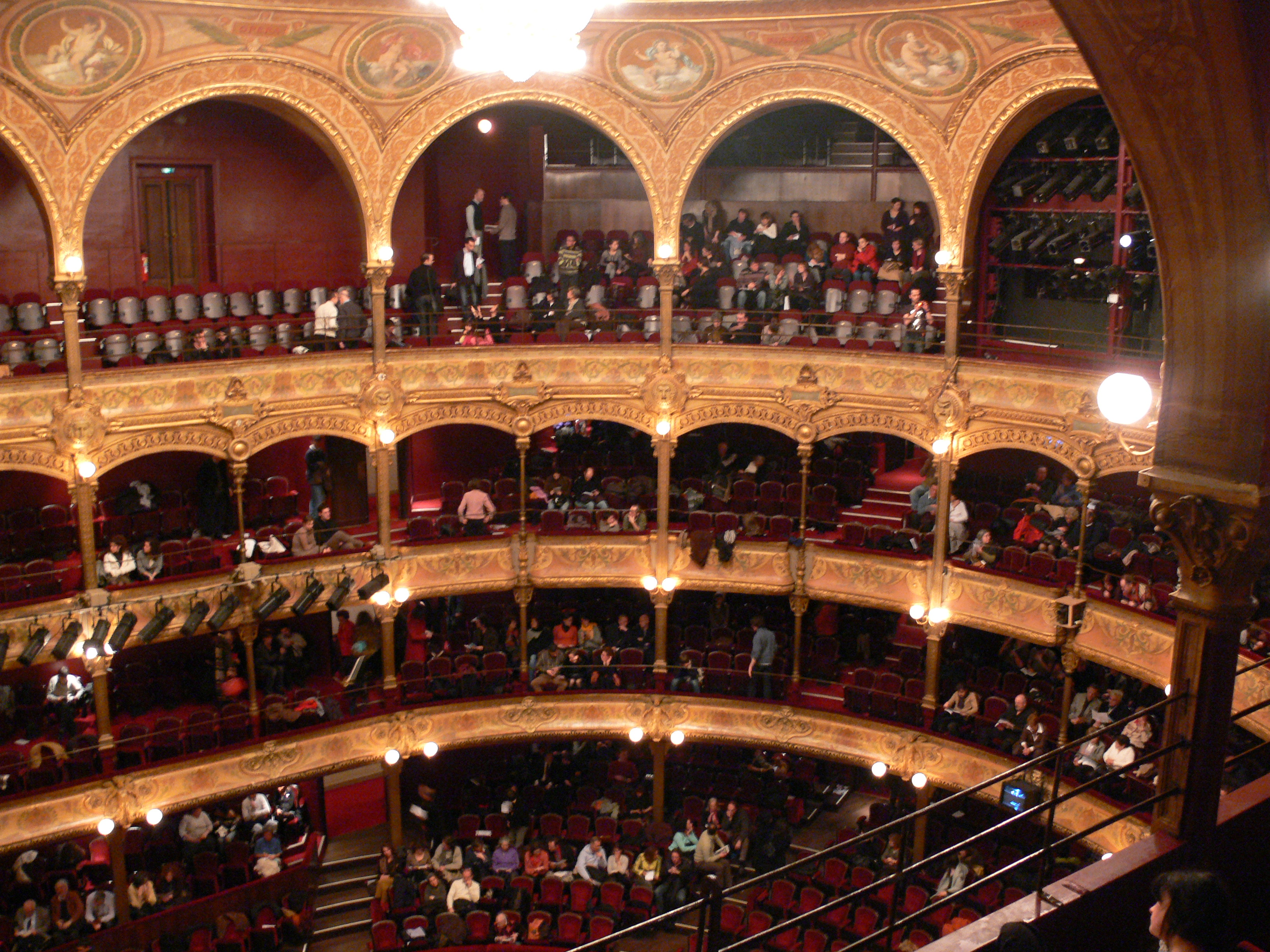
Das Théâtre du Châtelet, der Veranstaltungsort der Verleihung

## Gewinner und Nominierungen

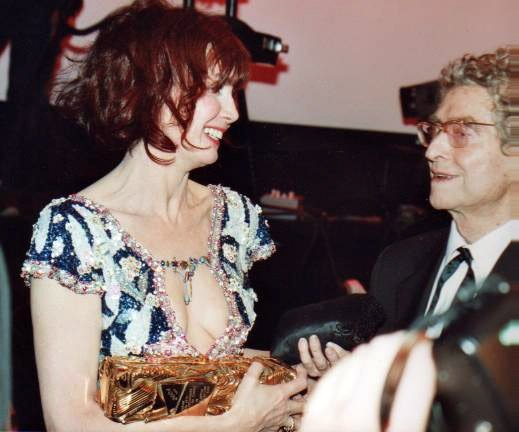
Sabine Azéma und Darry Cowl bei der Verleihung

| Statistik (Filme mit mehr als einer Nominierung) N=Nominierung; A=Auszeichnung |    |   |
| Film                                                                           | N  | A |
| 8 Frauen                                                                       | 12 | 0 |
| Der Pianist                                                                    | 10 | 7 |
| Der Stellvertreter                                                             | 7  | 1 |
| L’auberge espagnole                                                            | 6  | 1 |
| Claire – Se souvenir des belles choses                                         | 4  | 3 |
| Asterix & Obelix: Mission Kleopatra                                            | 4  | 1 |
| Küss mich, wenn du willst                                                      | 4  | 1 |
| Sein und Haben                                                                 | 3  | 1 |
| L’adversaire                                                                   | 3  | 0 |
| Bad, Bad Things                                                                | 2  | 0 |
| Der Passierschein                                                              | 2  | 0 |
| Filles perdues, cheveux gras                                                   | 2  | 0 |

### Bester Film (Meilleur film)
Der Pianist (The Pianist) – Regie: Roman Polański
- 8 Frauen (8 femmes) – Regie: François Ozon
- Der Stellvertreter (Amen.) – Regie: Costa-Gavras
- L’auberge espagnole – Regie: Cédric Klapisch
- Sein und Haben (Être et avoir) – Regie: Nicolas Philibert

### Beste Regie (Meilleur réalisateur)
Roman Polański – Der Pianist (The Pianist)
- François Ozon – 8 Frauen (8 femmes)
- Costa-Gavras – Der Stellvertreter (Amen.)
- Cédric Klapisch – L’auberge espagnole
- Nicolas Philibert – Sein und Haben (Être et avoir)

### Bester Hauptdarsteller (Meilleur acteur)
Adrien Brody – Der Pianist (The Pianist)
- Daniel Auteuil – L’adversaire
- Mathieu Kassovitz – Der Stellvertreter (Amen.)
- François Berléand – Bad, Bad Things (Mon idole)
- Bernard Campan – Claire – Se souvenir des belles choses (Se souvenir des belles choses)

### Beste Hauptdarstellerin (Meilleure actrice)
Isabelle Carré – Claire – Se souvenir des belles choses (Se souvenir des belles choses)
- Fanny Ardant – 8 Frauen (8 femmes)
- Isabelle Huppert – 8 Frauen (8 femmes)
- Ariane Ascaride – Marie-Jo und ihre zwei Liebhaber (Marie-Jo et ses deux amours)
- Juliette Binoche – Jet Lag – Oder wo die Liebe hinfliegt (Décalage horaire)

### Bester Nebendarsteller (Meilleur acteur dans un second rôle)
Bernard Le Coq – Claire – Se souvenir des belles choses (Se souvenir des belles choses)
- François Cluzet – L’adversaire
- Gérard Darmon – Asterix & Obelix: Mission Kleopatra (Astérix et Obélix: mission Cléopâtre)
- Jamel Debbouze – Asterix & Obelix: Mission Kleopatra (Astérix et Obélix: mission Cléopâtre)
- Denis Podalydès – Küss mich, wenn du willst (Embrassez qui vous voudrez)

### Beste Nebendarstellerin (Meilleure actrice dans un second rôle)
Karin Viard – Küss mich, wenn du willst (Embrassez qui vous voudrez)
- Danielle Darrieux – 8 Frauen (8 femmes)
- Dominique Blanc – C’est le bouquet!
- Emmanuelle Devos – L’adversaire
- Judith Godrèche – L’auberge espagnole

### Bester Nachwuchsdarsteller (Meilleur jeune espoir masculin)
Jean-Paul Rouve – Monsieur Batignole
- Lorànt Deutsch – 3 zéros
- Morgan Marinne – Der Sohn (Le fils)
- Gaspard Ulliel – Küss mich, wenn du willst (Embrassez qui vous voudrez)
- Malik Zidi – Un moment de bonheur

### Beste Nachwuchsdarstellerin (Meilleur jeune espoir féminin)
Cécile de France – L’auberge espagnole
- Ludivine Sagnier – 8 Frauen (8 femmes)
- Émilie Dequenne – Laura wirbelt Staub auf (Une femme de ménage)
- Mélanie Doutey – Le frère du guerrier
- Marina Foïs – Filles perdues, cheveux gras

### Bestes Erstlingswerk (Meilleur premier film)
Claire – Se souvenir des belles choses (Se souvenir des belles choses) – Regie: Zabou Breitman
- Irène – Regie: Ivan Calbérac
- Carnages – Regie: Delphine Gleize
- Filles perdues, cheveux gras – Regie: Claude Duty
- Bad, Bad Things (Mon idole) – Regie: Guillaume Canet

### Bestes Drehbuch (Meilleur scénario original ou adaptation)
Costa-Gavras und Jean-Claude Grumberg – Der Stellvertreter (Amen.)
- François Ozon und Marina de Van – 8 Frauen (8 femmes)
- Michel Blanc – Küss mich, wenn du willst (Embrassez qui vous voudrez)
- Ronald Harwood – Der Pianist (The Pianist)
- Cédric Klapisch  – L’auberge espagnole

### Beste Filmmusik (Meilleure musique écrite pour un film)
Wojciech Kilar – Der Pianist (The Pianist)
- Krishna Levy – 8 Frauen (8 femmes)
- Armand Amar – Der Stellvertreter (Amen.)
- Antoine Duhamel – Der Passierschein (Laissez-passer)

### Bestes Szenenbild (Meilleurs décors)
Allan Starski – Der Pianist (The Pianist)
- Arnaud de Moléron – 8 Frauen (8 femmes)
- Emile Ghigo – Der Passierschein (Laissez-passer)
- Hoang Thanh At – Asterix & Obelix: Mission Kleopatra (Astérix et Obélix: mission Cléopâtre)

### Beste Kostüme (Meilleurs costumes)
Philippe Guillotel, Tanino Liberatore und Florence Sadaune – Asterix & Obelix: Mission Kleopatra (Astérix et Obélix: mission Cléopâtre)
- Pascaline Chavanne – 8 Frauen (8 femmes)
- Anna B. Sheppard – Der Pianist (The Pianist)

### Beste Kamera (Meilleure photographie)
Paweł Edelman – Der Pianist (The Pianist)
- Jeanne Lapoirie – 8 Frauen (8 femmes)
- Patrick Blossier – Der Stellvertreter (Amen.)

### Bester Ton (Meilleur son)
Jean-Marie Blondel, Gérard Hardy und Dean Humphreys – Der Pianist (The Pianist)
- Pierre Gamet, Benoît Hillebrant und Jean-Pierre Laforce – 8 Frauen (8 femmes)
- Dominique Gaborieau, Pierre Gamet und Francis Wargnier – Der Stellvertreter (Amen.)

### Bester Schnitt (Meilleur montage)
Nicolas Philibert – Sein und Haben (Être et avoir)
- Hervé de Luze – Der Pianist (The Pianist)
- Francine Sandberg – L’auberge espagnole

### Bester Kurzfilm (Meilleur court métrage)
Peau de vache – Regie: Gérald Hustache-Mathieu
- Der alte Traum lässt uns nicht los (Ce vieux rêve qui bouge) – Regie: Alain Guiraudie
- Candidature – Regie: Emmanuel Bourdieu
- Squash – Regie: Lionel Bailliu

### Bester europäischer Film (Meilleur film de l’Union européenne)
Sprich mit ihr (Hable con ella), Spanien – Regie: Pedro Almodóvar
- 11′09″01 – September 11, u. a. Großbritannien/Frankreich/USA/Mexiko/Iran – Regie: u. a. Ken Loach, Claude Lelouch, Sean Penn, Alejandro González Iñárritu, Samira Makhmalbaf
- Gosford Park, Großbritannien – Regie: Robert Altman
- Der Mann ohne Vergangenheit (Mies vailla menneisyyttä), Finnland – Regie: Aki Kaurismäki
- Sweet Sixteen, Großbritannien – Regie: Ken Loach

### Bester ausländischer Film (Meilleur film étranger)
Bowling for Columbine, USA – Regie: Michael Moore
- Im Rausch der Farben und der Liebe (Chihwaseon), Südkorea – Regie: Im Kwon-taek
- Minority Report, USA – Regie: Steven Spielberg
- Ocean’s Eleven, USA – Regie: Steven Soderbergh
- Chihiros Reise ins Zauberland (Sen to Chihiro no kamikakushi), Japan – Regie: Hayao Miyazaki

## Ehrenpreis (César d’honneur)
- Bernadette Lafont, französische Schauspielerin
- Spike Lee, US-amerikanischer Regisseur, Drehbuchautor, Filmproduzent und Schauspieler
- Meryl Streep, US-amerikanische Schauspielerin